# Hôpital de l'Enfant-Jésus (Québec)
Pour les articles homonymes, voir Hôpital de l'Enfant-Jésus.
L'Hôpital de l'Enfant-Jésus est un hôpital du CHU de Québec-Université Laval, situé dans le quartier Maizerets, dans l'arrondissement La Cité-Limoilou.

## Histoire

### Origines et premiers emplacements
L'hôpital est fondé le 31 janvier 1923 par la docteure Irma LeVasseur et ses collègues René Fortier, pédiatre, et Édouard Samson, orthopédiste,. L'objectif visé par LeVasseur est la création d'un premier hôpital pédiatrique géré par des laïcs à Québec. L'hôpital reçoit son premier patient, Lucien Côté, au 55 Grande Allée (maison Joseph-Sheyhn). En mai 1923, la corporation est créée et un bureau médical est institué. L'archidiocèse de Québec permet à la corporation d'obtenir les services des Dominicaines de l'Enfant-Jésus. Une école des infirmières est également mise sur pied, laquelle s'affilie à l'Université Laval en 1928, puis au Cégep Limoilou en 1968. En octobre 1923, l'hôpital déménage dans l'ouest du quartier Saint-Sauveur, près du cimetière Saint-Charles.[réf. nécessaire]

### Croissance et ajout des spécialisations
Le 14 mars 1927, l'hôpital s'installe définitivement dans l'ancien juvénat des Frères des Écoles chrétiennes, au 395, chemin de la Canardière. Il possède initialement 125 lits.
Vers 1930, l'hôpital commence à offrir des soins spécialisés dans des domaines autres que la pédiatrie. En 1946, la corporation cède la propriété aux Sœurs Dominicaines. En 1949, l'aile du Sacré-Cœur est inaugurée, portant le nombre de lits à 525 lits. Dans la deuxième moitié du XXe siècle, l'hôpital multiplie les nouveaux services médicaux et se surspécialise en neurologie et en traumatologie[réf. nécessaire].
Le 30 septembre 1995, l'hôpital est administrativement fusionné avec l'hôpital du Saint-Sacrement pour former le Centre hospitalier affilié universitaire de Québec (CHA). Le CHA se fusionne à son tour au Centre hospitalier universitaire de Québec le 9 juillet 2012.

### Nouveau complexe hospitalier

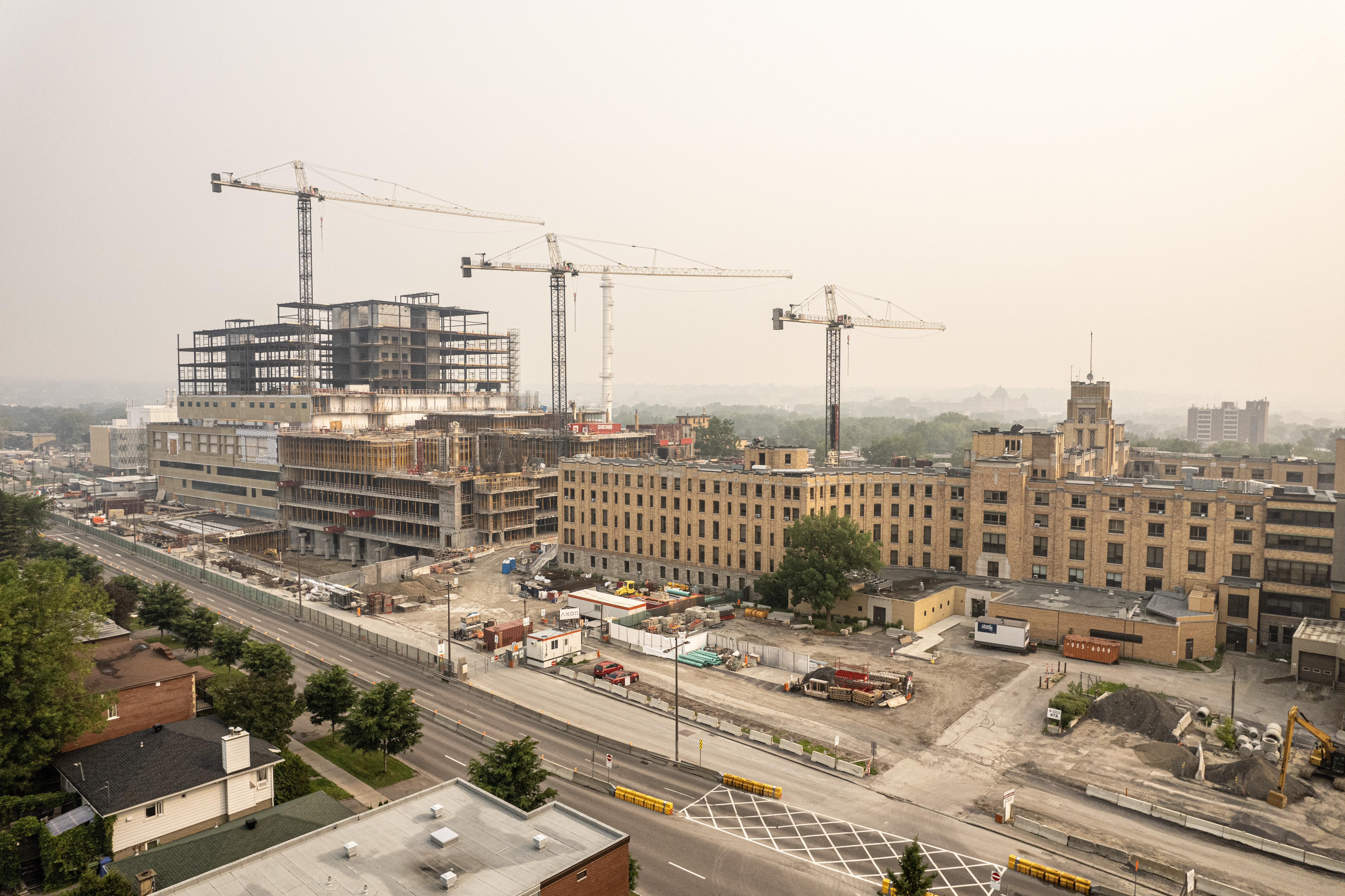
Vue aérienne de la façade ouest pendant le chantier (juin 2023)

Le 11 avril 2017, le projet du « nouveau complexe hospitalier » (NCH) est annoncé. À terme, il regroupera sur le même site l'Hôtel-Dieu de Québec, dont la fermeture est discutée depuis 2013, à l'hôpital de l'Enfant-Jésus. Le coût estimé est d'environ 2 milliards $.
Les travaux de la phase 1 débutent en juin 2017. Les infrastructures de cette phase sont livrés en 2020-2021 dont une centrale d'énergie, un stationnement souterrain et le Centre intégré de cancérologie. La phase 2 inclut la construction d'un centre de recherche, d'une nouvelle cheminée, du bâtiment des soins critiques et d'une nouvelle urgence. Le projet dans sa totalité pourrait être achevé en 2025.

### Nom
En mars 2022, une pétition est lancée pour renommer l'hôpital du nom de sa cofondatrice et première femme médecin au Québec, Irma LeVasseur. Cette proposition est appuyée par les historiens locaux Réjean Lemoine, Denis Angers et Alex Tremblay-Lamarche. En mai 2025, le CHU annonce que la partie originale du bâtiment conservera son nom sous l'appellation « Pavillon de l'Enfant-Jésus ». Il lance cependant une consultation publique sur le nom que portera l'ensemble du nouveau complexe hospitalier. Elle se tient en ligne du 7 mai au 18 juillet 2025. Les propositions de nom seront analysées à l'automne de la même année, puis l'annonce publique du nouveau nom sera faite au printemps 2026.